# Randaberg IL
Randaberg IL (norska: Randaberg Idrettslag) är en sportklubb med bland annat volleyboll och fotboll på programmet. 
Dess volleybollag har nått störst framgångar. Damlaget har vunnit Eliteserien två gånger (2015/2016 och 2016/2017). De har också vunnit norska mästerskapet två gånger (2015/2016 och 2019/2020). Herrlaget spelar också i Eliteserien, men har aldrig vunnit serien. De har däremot vunnit norska mästerskapet fyra gånger (1989, 1990, 1994 och 1995).
Herrfotbollslaget spelar (2022) i  4. divisjon. De har som bäst spelat i 1. divisjon (den näst högsta serien).